# الهند في كأس العالم للكريكيت
فازت الهند بكأس العالم للكريكيت مرتين، مرة في عام 1983 ثم في عام 2011. وحصلت على المركز الثاني في كأس العالم للكريكيت عام 2003. تستضيف الهند حاليًا وتشارك في كأس العالم للكريكيت 2023.

## التاريخ
شاركت الهند في جميع نسخ بطولة الكريكت منذ عام 1975 وحتى الآن. فازت الهند لأول مرة بكأس العالم للكريكيت عام 1983، تحت قيادة المدرب كابيل ديف. حيث أصبحت الهند ثاني فريق بعد جزر الهند الغربية (عندما فازت في عامي 1975 و1979 ) يفوز بكأس العالم للكريكيت. ثم فازت الهند مرة أخرى بـكأس العالم للكريكيت 2011، تحت قيادة المدرب ماهيندرا سينغ دوني، بعد 28 عامًا من فوزها بكأس العالم السابق. بهذا الفوز، أصبحت الهند أول دولة تفوز بالبطولة على أرضها حيث كانت الهند تستضيف نهائي البطولة، وثاني مضيف مشارك يفوز بالبطولة بعد سريلانكا (عندما فازت بالكأس في عام 1996). وبهذا الفوز، أصبحت الهند الفريق الثالث بعد أستراليا (عندما فازت في أعوام 1987 و1999 و2003 و2007) وجزر الهند الغربية التي فازت بكأس العالم مرتين.